# ElGamal
ElGamal è un sistema di cifratura a chiave pubblica, proposto dal ricercatore egiziano-americano Taher Elgamal nel 1985. Lo schema è basato sulla difficoltà del calcolo del logaritmo discreto.

## Fasi della cifratura
Ci sono tre fasi in questo algoritmo:

### Generazione delle chiavi
L'utente A genera e rende nota una chiave pubblica:
{\displaystyle Y_{A}=(\alpha ^{X_{A}}{\bmod {q}})}
Analogamente l'utente B genera la sua chiave pubblica:
{\displaystyle Y_{B}=(\alpha ^{X_{B}}{\bmod {q}})}
Dove:
- q numero grande primo (es. dell'ordine di 10100), parametro globale.
- α radice primitiva di q, parametro globale.
- XA scelto a caso in maniera uniforme tra [1,(q-1)], che costituisce la chiave privata di A e deve essere mantenuto segreto.
- XB scelto a caso in maniera uniforme tra [1,(q-1)], che costituisce la chiave privata di B e deve essere mantenuto segreto.

### Cifratura
L'utente A che vuole inviare un messaggio M a B, con M < q, sceglie a caso un numero k nell'intervallo [1,(q-1)] e calcola:
{\displaystyle K_{A}=(Y_{B})^{k}{\bmod {q}}}
Dopodiché genera il messaggio da inviare come una coppia (C1,C2) formata da:
{\displaystyle C_{1}=\alpha ^{k}{\bmod {q}}}
{\displaystyle C_{2}=K_{A}M{\bmod {q}}}

### Decifratura
Il testo cifrato (C1,C2) viene inviato a B il quale recupera M nel seguente modo:
{\displaystyle K_{B}=(C_{1}^{X_{B}}){\bmod {q}}}
{\displaystyle M=(C_{2}\cdot K_{B}^{-1}){\bmod {q}}}

## Correttezza
Si ha che KA = KB in quanto:
{\displaystyle K_{A}=(Y_{B}^{k}){\bmod {q}}=}
{\displaystyle =((\alpha ^{X_{B}}{\bmod {q}})^{k}){\bmod {q}}=}
{\displaystyle =(\alpha ^{kX_{B}}){\bmod {q}}}
{\displaystyle K_{B}=(C_{1}^{X_{B}}){\bmod {q}}=}
{\displaystyle =((\alpha ^{k}{\bmod {q}})^{X_{B}}){\bmod {q}}=}
{\displaystyle =(\alpha ^{kX_{B}}){\bmod {q}}}
Siccome KA = KB = K si ha che:
{\displaystyle M=(C_{2}\cdot K_{B}^{-1}){\bmod {q}}}
{\displaystyle =((K_{A}M{\bmod {q}})K_{B}^{-1}){\bmod {q}}=}
{\displaystyle =(K_{A}MK_{B}^{-1}){\bmod {q}}=}
{\displaystyle =(KMK^{-1}){\bmod {q}}=}
{\displaystyle =M{\bmod {q}}=M}

## Conclusioni
Tutte le operazioni coinvolte sono algoritmicamente fattibili, in maniera efficiente.
I costi computazionali di cifratura e decifratura sono paragonabili all'RSA però abbiamo una espansione del testo cifrato di un fattore 2 rispetto al testo in chiaro.
Questo algoritmo è resistente ad attacchi di tipo crittanalitico, l'unico modo di ricavare informazioni segrete dai dati pubblici è effettuare il logaritmo discreto. Ancora oggi non è conosciuto un algoritmo efficiente per calcolare tali valori.